# Немецкая оккупация Франции (1870—1873)

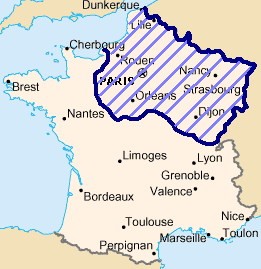
Оккупированная во время военных действий территория к 1871 году

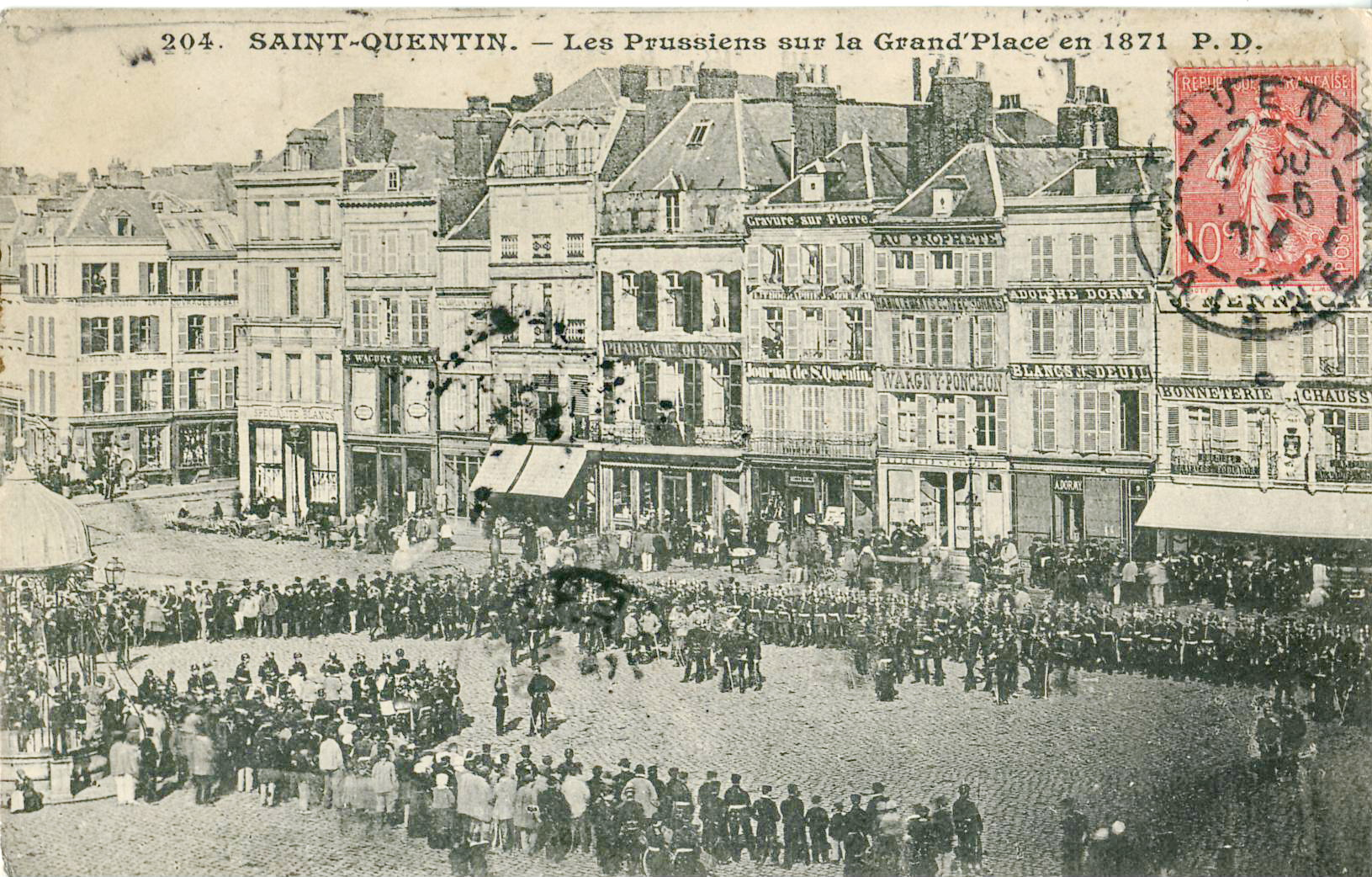
Пруссаки на Гран-плас в городе Сен-Кантен, 1871

С 1870 по 1873 год в ходе Франко-прусской войны северо-восточная часть Франции подверглась оккупации немецкой армией различной продолжительности, от нескольких месяцев (к югу от Луары) до 3 лет для некоторых восточных областей, до выплаты репараций в размере 5 миллиардов франков, требуемых по Франкфуртскому договору.
Максимальное расширение оккупации было на момент перемирия 28 января 1871 года, и охватывает 30 департаментов, то есть четверть территории Франции.

## Управление оккупированными территориями

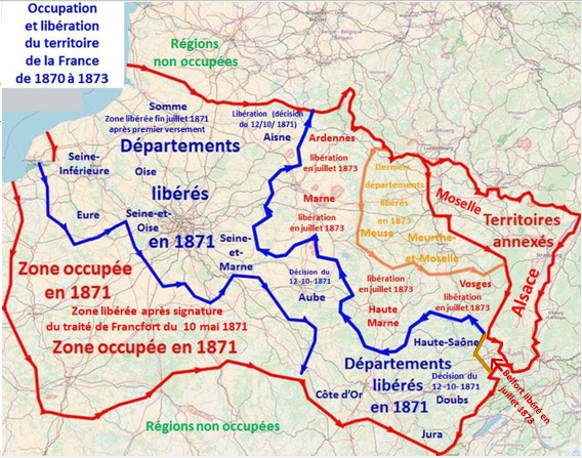
Территория, оставшиеся под оккупацией после подписания мирного договора в 1871 году

Следуя директиве Гамбетта, большинство чиновников, префектов, супрефектов, и даже почтмейстеров и железнодорожников, находившихся в то время в частном статусе, отказывались служить оккупантам. Поэтому немцы вынуждены были создавать гражданскую администрацию, главной целью которой является обеспечение безопасности и охрана коммуникаций армий.

## Оккупация Эльзаса и Лотарингии
Особое положение было у Эльзаса и Лотарингии. Формально эта территория находится под оккупацией вплоть до аннексии в соответствии с Франкфуртским договором от 10 мая 1871 года, однако присоединение к Германии начало готовиться ещё во время наступлении германской армии. В середине августа 1870, ещё до взятия Страсбурга, объявлено о создании «общего правительства Эльзас-Лотарингии». Эта администрация, руководство которой поручено графу Бисмарку-Болену, обосновалась в Гаггенау, а затем в Страсбурге. Бисмарк в первую очередь стремился заручиться поддержкой местных жителей, обещая соблюдение действующих законов, уважение «институтов и обычаев страны, собственности жителей» и сохранение французских чиновников, призна́ющих германское господство.
Эти обещания оказываются иллюзорными. Большинство государственных служащих отказываются признать новую власть и увольняются. Вступление во французскую армию карается конфискацией имущества и десятилетним изгнанием. Установлен жёсткий полицейский контроль, вступает в действие Уголовный кодекс Северогерманского союза, французские газеты запрещены и заменены официозной прессой германского правительства, сперва двуязычной, а затем исключительно немецкоязычной. Ректоры и инспекторы академии заменяются администрацией, задача которой подготовиться к введению немецкого языка.